# Leo Fiederer
Leo Fiederer (4 aprile 1897 – Fürth, 1º ottobre 1946) è stato un calciatore tedesco, di ruolo difensore, centrocampista o attaccante.